# Světová asociace provozovatelů jaderných zařízení
Světová asociace provozovatelů jaderných zařízení (World Association of Nuclear Operators, WANO) je mezinárodní organizace, sdružující každou společnost a zemi na světě, která má nejen v provozu komerční jadernou elektrárnu, ale i nové bloky ve výstavbě, v zájmu dosažení co nejvyšších standardů jaderné bezpečnosti.
Po havárii v Černobylu (1986) vznikla myšlenka vytvořit celosvětovou asociaci provozovatelů jaderných elektráren pro sdílení informací a zvýšení bezpečnosti. V roce 1988 bylo založeno WANO, které dnes sdružuje všechny jaderné elektrárny světa.
WANO je rozděleno do čtyř regionálních center: Atlantského (Amerika), Pařížského (Evropa a Jižní Afrika), Moskevského (východní Evropa a Rusko) a Tokijského (Asie). Koordinaci zajišťuje centrála v Londýně. Organizace se zaměřuje na výměnu informací, bezpečnostní analýzy a partnerské prověrky, kdy odborníci hodnotí elektrárny a pomáhají řešit technické problémy.
České jaderné elektrárny jsou aktivními členy WANO a od roku 2023 spadají pod Pařížské centrum spolu s elektrárnami ze Slovenska, Maďarska, Finska a Bulharska. Česká zařízení patří mezi nejbezpečnější na světě.[zdroj?] WANO je jedinečné tím, že sdružuje všech 460 jaderných bloků ve 37 zemích, včetně těch ve výstavbě a likvidaci.